# Empogona buxifolia
Empogona buxifolia är en måreväxtart som först beskrevs av William Philip Hiern, och fick sitt nu gällande namn av James Tosh och Elmar Robbrecht. Empogona buxifolia ingår i släktet Empogona och familjen måreväxter.
Artens utbredningsområde är Angola.

## Underarter
Arten delas in i följande underarter:
- E. b. australis
- E. b. buxifolia